# Sarcolaena oblongifolia
Sarcolaena oblongifolia är en tvåhjärtbladig växtart som beskrevs av Gerard. Sarcolaena oblongifolia ingår i släktet Sarcolaena och familjen Sarcolaenaceae. Inga underarter finns listade i Catalogue of Life.

## Bildgalleri

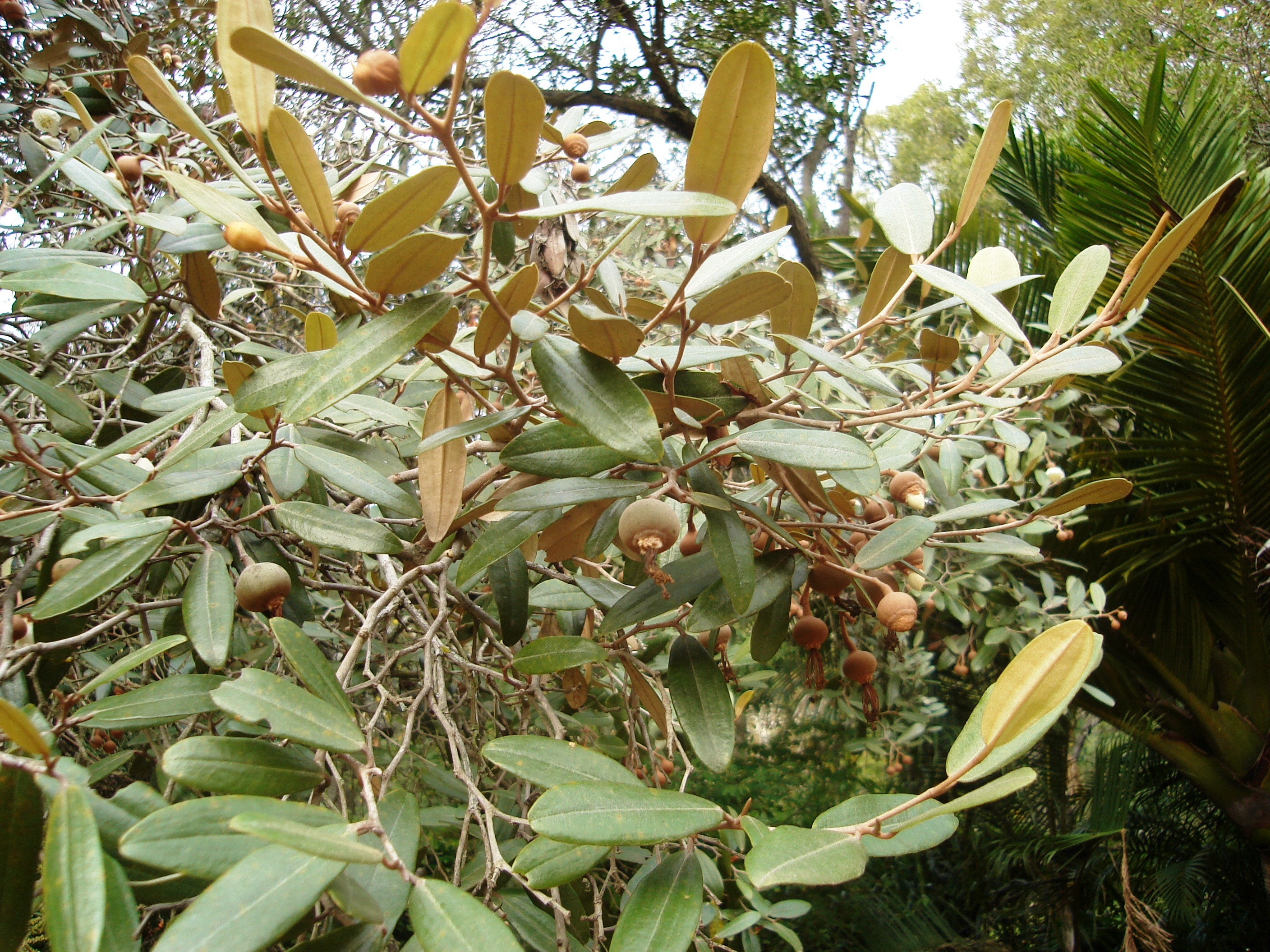
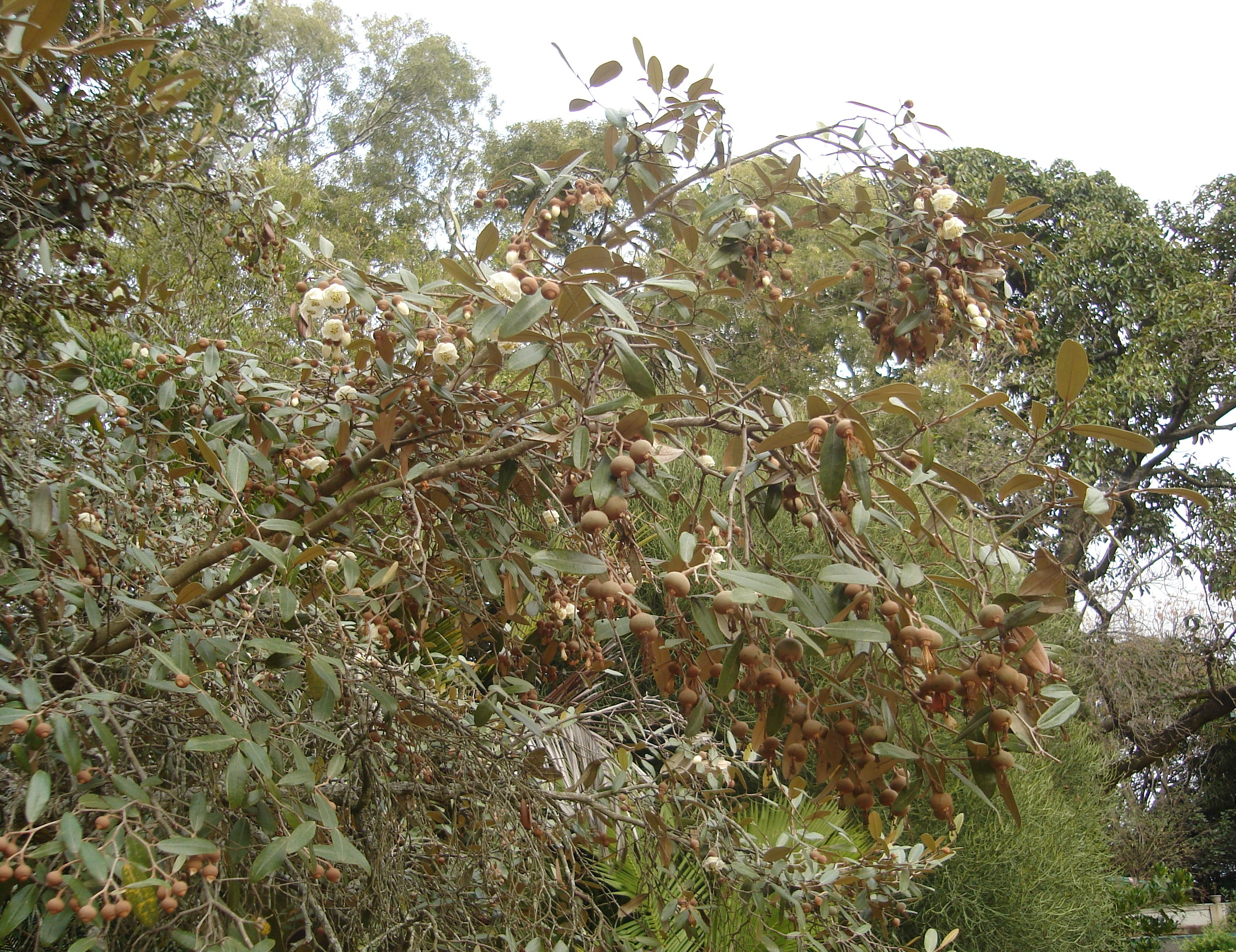